# 300: March to Glory
300: March to Glory (рус. 300: Марш к славе) — видеоигра для PSP в жанре Action, выпущенная 27 февраля 2007 года. Основана на комиксах Фрэнка Миллера и фильме «300 спартанцев».

## Геймплей
В игре представлены 2 режима: режим игры за одного спартанца и режим игры за фалангу. Есть возможность совершенствовать вооружение, способности и приёмы. У большинства противников есть своя шкала жизни, некоторых можно убить лишь используя специальные методы. У главного героя есть шкала жизни (life meter) и шкала гнева (wrath meter). Wrath meter заполняется по мере нанесения ударов противнику и расходуется на способности и специальные приёмы. В режиме игры за фалангу есть только шкала жизни.

## Отзывы
| Сводный рейтинг    | Сводный рейтинг |
| Агрегатор          | Оценка          |
| ------------------ | --------------- |
| GameRankings       | 54,96 %         |
| MobyRank           | 57 / 100        |
| Иноязычные издания |                 |
| Издание            | Оценка          |
| 1UP.com            | F               |
| AllGame            | [ 4 ]           |
| Eurogamer          | 4 / 10          |
| G4                 | 2 / 5           |
| GameRevolution     | C-              |
| GameSpot           | 6,8 / 10        |
| GameSpy            | [ 9 ]           |
| GamesRadar+        | 6 / 10          |
| GameTrailers       | 5,8 / 10        |
| IGN                | 5,7 / 10        |
| GameStats          | 6,6 / 10        |

В целом игра получила низкие оценки, в среднем 54,96 % на GameRankings и 55 на Metacritic.